# Amir Mustafa Rusli
Amir Mustafa Rusli (* 5. Februar 1987 in Kuala Dungun, Bundesstaat Terengganu) ist ein ehemaliger malaysischer Bahn- und Straßenradrennfahrer.

## Karriere
Amir Mustafa Rusli wurde bei den Asienspielen 2006 in Doha, Katar Fünfter in der Mannschaftsverfolgung auf der Bahn. Im nächsten Jahr gewann er bei den Südostasienspielen in Nakhon Ratchasima, Thailand die Silbermedaille in der Einerverfolgung und die Goldmedaille in der  Mannschaftsverfolgung. Auf der Straße war er 2007 auf einem Teilstück der Tour of Negri Sembilan erfolgreich. Von 2008 bis 2009 fuhr Rusli für das malaysische MNCF Cycling Team. 2010 fuhr Amir für das Nationalteam und konnte sich die Jelajah Malaysia auf dem dritten Platz beenden. Beim Melaka Govenor Cup belegte er einen 8. Platz in der Gesamtwertung. 2011 fuhr er für das Team Drapac Porsche Cycling und wurde 8. bei den Malaiischen Meisterschaften im Straßenrennen und erreichte jeweils den zehnten Platz bei der Jelajah Malaysia und dem Straßenrennen der Südostasienspiele  in Jakarta, Indonesien. 2012 nahm Rusli an den Olympischen Spielen in London teil, beendete aber das Rennen vorzeitig. 2013 wurde Rusli bei den Südostasienspiele 2013 mit dem malaiischen Team Dritter im Mannschaftszeitfahren über 100 Kilometer.  Bei der Tour of Thailand wurde er im Gesamtklassement Vierter. 2014 fuhr Rusli wieder im Nationalteam und wurde bei der Jelajah Malaysia 22. in der Gesamtwertung. 2015 wechselte er in das NSC Cycling Team. 2016 und 2017 fuhr Rusli wieder im Nationalteam aber ohne nennenswerte Ergebnisse. 2018 wechselte Rusli nochmals zum Team Forca Amskins Racing. Nach der Saison 2018 beendete Rusli seine aktive Karriere.

## Erfolge
2012
- GP Perak[3]